# 路易莎·斯特凡尼
路易莎·斯蒂凡尼（葡萄牙語：Luisa Stefani，1997年8月9日—），巴西網球運動員，专注于双打。她于2021年11月1日双打世界排名第9，是第一位进入WTA排名前十名的巴西女性。她代表巴西隊參加了日本舉行的2020年夏季奧林匹克運動會，並且在女子雙打比賽上獲得銅牌。她在2023年澳大利亚网球公开赛上与同胞拉斐尔·梅托斯一起赢得混双冠军，成为第一对赢得大满贯冠军的巴西组合。